# 将陵县
将陵县，中国古县名。
隋朝开皇十六年（596年）析安德县置，治所在今山东省德州市陵城区西北，属平原郡。唐朝时，属德州。北宋景祐元年（1034年）徙治长河镇（今山东省德州市）。属永静军。金朝时，属景州。元宪宗三年（1253年）升为陵州。元朝至元二年（1265年）复为县，三年又改为陵州。 